# Mauro Berruto
Mauro Berruto (né le 8 mai 1969 à Turin) est un entraîneur de volley-ball et homme politique italien. Il est l'entraîneur de l'équipe d'Italie de décembre 2010 à juillet 2015, après avoir été celui de la Finlande.

## Biographie

### Activité politique
Le 25 septembre 2022, il est élu député du Parti démocrate pour la circonscription du Piémont 1-02. Il siège lors de la XIXe législature.